# إنجيل يهوذا
إنجيل يهوذا هو مخطوطة تم اكتشافها في صحراء بنى مزار من قبل فلاحين في أحد الكهوف، وذلك عام 1972 فقاموا ببيعه لأحد تجار الآثار الذي هربها خارج البلاد، وهو الإنجيل الذي عرف بأنه ضمن مجموعة وثائق نجع حمادى.
وإنجيل يهوذا يوضح أبعادا مختلفة لعلاقة هذا التلميذ بالسيد المسيح، عما هو وارد في أناجيل متى ومرقس ولوقا ويوحنا، حيث لا يصور المخطوط يهوذا بانه خان السيد المسيح، وسلمه للرومان نظير 30 قطعة من الفضة،

## بداية القصة
تبدأ القصة حين تم اكتشاف مخطوطة باللغة القبطية لهذا الإنجيل، أوائل السبعينيات (1972)، ضمن مخطوطات نجع حمادى. وهذه المخطوطة كانت على ورق البردى، بطريقة الكشكول Codex، وهذا معناه أنها ترجع إلى القرن ال2 الميلادي.
وبعد العثور على المخطوطة من قبل بعض الفلاحين باعوها إلى تجار آثار، أخذوا يتحركون بها من مكان إلى آخر بحثاً عن أعلى سعر. وفي هذه الرحلة تم حفظ البردية في خزينة أحد البنوك لسنوات طويلة، فبدأت تتهرأ وتتآكل... وفي النهاية وصلت المخطوطة إلى يد العلماء، الذين بدأوا في تجميعها بمجهود شاق، ليعرفوا في النهاية أنها «إنجيل يهوذا».
في عددهـا الصادر في 7 إبريل 2006 ذكرت صحيفة الواشنطن تايمز THE WASHINGTON TIMES مقالا بعنوان Judas stars as 'anti-hero' in gospel By Julia Duin  وجاء في هذا المقال أن الجمعية الجغرافية الدولية National Geographic أزاحت النقاب عن إحدى المخطوطات الأثرية أو الأناجيل التي عثر عليهـا في المنيا في مصر ويعود تاريخهـا إلى بداية القرن الثالث الميلادي. وأطلق على هذا الإنجيل اسم إنجيل يهوذا "The Gospel of Judas

## أهم ما جاء في ترجمة المخطوط
قد تم ترميم هذا الإنجيل بعد العثور عليه منذ أكثر من 15 عام وتمت ترجمته من اللغة القبطية إلى اللغة الإنجليزية في نهاية عام 2005 وأفرج عن هذه الترجمة في 6 إبريل من عام 2006م وأصبح هذا الإنجيل يباع في الأسواق، وقد سجل الإنجيل قبل نهايته أي قبل انتهـاء بعثة المسيح مباشرة هذا النص كما تذكره الصحيفة المشار إليهـا في مقالهـا المذكور

## تشابه روايته مع المنقول عن المسيح في الإسلام
يكمن وجه الشبه الجوهري في أن إنجيل يهوذا يشير إلى المسيح كونه ليس إلهًا وأن تلاميذ المسيح قد أشركوا وكفروا بالإله الحقيقي رب يسوع ويهوذا. وما يشير ايضًا إلى ذلك، إنجيل برنابا المنبوذ من الكنيسة.
كذلك مما يخالف الكنيسة أن المسيح قد طلب من يهوذا الوشاية بمكانه وقد سأله يهوذا عن سبب اختياره له بالذات فرد المسيح انه الأقرب له. كذلك يشير محتوى الإنجيل إلى أن يهوذا كان يساعد المسيح ويعلم انه بسبب ذلك قد يصبح مكروها إلى الأبد.

## رد الكنيسة على المخطوط
أما ما ورد من نصوص في هذا المخطوط فتقول على سبيل المثال «إن المسيح أطلع يهوذا على أسرار الكون منذ نشأته وحتى انتهائه. وأنه الأفضل بين تلاميذه».
ويبرز المخطوط هجوم المسيح على الكهنة والأتباع، ويدعي أنهم سيسوقون شعب الكنيسة إلى الذبح كالقرابين. ويقدم تفسيراً أسطورياً لنشأة العالم.
ويزعم المخطوط "الإنجيل" "أن تلاميذ المسيح كلهم على باطل، بينما يهوذا وحده هو صاحب الطريق الصحيح. ويشير إلى أن تلاميذ المسيح أشركوا وكفروا بالإله الحقيقى، رب يسوع ويهوذا.
ويقول القمص عبد المسيح بسيط في رده على ما ورد في هذا الإنجيل «إن المخطوط يقول مثلاً: (إن آدم وحواء كان لهما وجود سابق في عالم اللاهوت قبل أن يخلقا كبشر). وهذا الفكر هو خليط ومزيج للوثنية الأفلاطونية واليونانية والزردشتية والمصرية مع اليهودية المتأثرة باليونانية، مع مسحة خفيفة من المسيحية. ويحول خيانة يهوذا للمسيح من خيانة تلميذ لمعلمه إلى سر الخيانة المقدس الذي تم بناء على طلب المسيح نفسه من يهوذا ليخونه ويسلمه لليهود حتى يصلب ويقدم الفداء للبشرية بموت جسده على الصليب».
ويستطرد بسيط قائلاً: "إن كل الدراسات اللاهوتية أجمعت على أن هذا المخطوط خرج من إحدى فرق الهرطقة التي مزجت المسيحية بالوثنية، والتي ظهرت في النصف الأول من القرن الثاني، وأن نصه الأول كتب بين 130 و170م، حوالي سنة 150م، أي بعد مرورو أكثر من 120 سنة على وفاة يهوذا، وبعد وفاة آخر التلاميذ بحوالي 50 سنة. وأنه من المستحيل أن يكون كاتبه هو يهوذا الإسخريوطي أو أي أحد له صلة به. فيهوذا، كما يقول هذا الكتاب المنحول نفسه، مات مكللاً بالعار وملعوناً من التلاميذ الذين كانوا يعتقدون بخيانته للمسيح، وأن الإنجيل المنسوب له هو إنجيل سري ورواية سرية خاصة به وحده، ومن المفترض أنه لم يكشف عنه لأحد.

## نص المخطوط
مقدمة:
الرواية السرية للإعلان الذي تكلم به يسوع في حديث مع يهوذا الإسخريوطي لمدة أسبوع، خلال ثلاثة أيام قبل الاحتفال بالفصح، عندما ظهر يسوع على الأرض عمل معجزات وعجائب عظيمة لخلاص البشرية، ولأن البعض سلك في طريق البر، بينما سلك البعض الآخر في طريق الآثام، دعا تلاميذه الإثني عشر، وبدأ الحديث معهم عن أسرار ما وراء العالم، وما سيحدث في النهاية، وغالباً لم يظهر لتلاميذه كما هو، ولكنه وُجد بينهم كطفل.
يسوع يحاور تلاميذه، صلاة الشكر أو الأفخارستيا:
وكان يسوع يوماً ما مع تلاميذه، فوجدهم وقد تجمعوا معاً، جالسين يتأملون بتقوى، وعندما اقترب من تلاميذه الذين كانوا مجتمعين معاً يصلون صلاة الشكر على الخبز، فضحك منهم، قال له التلاميذ: "يا معلم، لماذا تضحك من صلاة شكرنا؟ لقد فعلنا ما هو صواب"، فأجاب وقال لهم: "أنا لا أضحك منكم، فأنتم لا تفعلون ذلك لأنكم تريدون، ولكن لأنه بذلك سُيمجد إلهكم"، فقالوا: "يا معلم، أنت ابن إلهنا"، قال لهم يسوع: "كيف تعرفونني؟ الحق أقول لكم، ليس بينكم جيل من الناس سيعرفني"، وعندما سمع تلاميذه ذلك بدأوا يغضبون ويحنقون، وبدأوا يجدفون عليه في قلوبهم، ولما رأى يسوع قلة معرفتهم، قال لهم: "لماذا أدت بكم هذه الإثارة إلى الغضب؟ إلهكم الذي بداخلكم هو من دفعكم إلى الغضب، فليأت أي واحد منكم ويكون قوياً بما يكفي بين الكائنات البشرية، ليخرج الإنسان الكامل ويقف أمام وجهي"، فقالوا جميعا: "نحن نملك القوة"، لكن أرواحهم لم تجرؤ على الوقوف أمامه فيما عدا يهوذا الإسخريوطي، الذي كان قادراً على الوقوف أمامه، لكنه لم يقدر أن ينظر إليه في عينيه فأدار وجهه بعيداً، وقال له يهوذا: "أنا أعرف من أنت، ومن أين أتيت، أنت من العالم الأيون Aeon الخالد لباربيلو Barbelo، وأنا لست مستحقاً بأن أنطق باسم ذلك الذي أرسلك.
يسوع يتحدث إلى يهوذا حديثاً خاصاً:
ولمعرفته أن يهوذا كان يتأمل في شيء ما كان مرتفعاً، قال له يسوع: «تعال بعيداً عن الآخرين وسأخبرك بأسرار الملكوت، فمن الممكن لك أن تصل إلى ذلك، ولكنك ستحزن كثيراً، لأن آخر سيحل محلك ليصل الاثنا عشر إلى الكمال مع إلههم»، فقال له يهوذا: «ومتى ستخبرني بهذه الأشياء؟ ومتى أو كيف يشرق يوم النور العظيم على الجيل؟» ولكن عندما قال هذا تركه يسوع.
يسوع يظهر لتلاميذه ثانية:
وفي الصباح التالي، وبعد أن حدث ذلك ظهر يسوع ثانية لتلاميذه، فقالوا له: "يا سيد إلى أين ذهبت؟ وماذا فعلت عندما تركتنا؟" فقال لهم يسوع: "ذهبت إلى جيل آخر عظيم ومقدس"، قال له تلاميذه: "يا رب: ما هو هذا الجيل الأسمى والأقدس منا، والذي ليس هو الآن في هذه العوالم؟" وعندما سمع يسوع ذلك، ضحك وقال لهم: "لماذا تفكرون في قلوبكم في الجيل القوى والمقدس؟ الحق أنا أقول لكم ليس أحد ولد في ذلك الدهر سيرى ذلك الجيل، ولا جيش من ملائكة النجوم سيحكم على ذلك الجيل، ولا إنسان ذو مولد فانٍ يمكن أن يشارك فيه، لأن ذلك الجيل لا يأتي من الذي أصبح جيل الناس الذين بينكم، هو من جيل البشرية القوى، التي الـ [جزء مفقود]... القوى الأخرى التي بها تحكمون"، وعندما سمع تلاميذه ذلك اضطرب كل منهم بالروح، ولم يستطيعوا النطق بكلمة، وفي يوم آخر عندما جاءهم يسوع قالوا له: "يا سيد لقد رأيناك في رؤيا، لأننا رأينا أحلاما عظيمة ليلاً"، وقالوا: "رأينا منزلاً عظيماً فيه مذبح كبير، واثنى عشر رجلاً، وكان علينا أن نقول هم الكهنة وننطق اسمك، وجموع من الناس كانت تنتظر عند ذلك المذبح، ويتسلمون النذور، لكننا ظللنا منتظرين"، فقال يسوع: "وماذا كان شكل الكهنة؟" قالوا: البعض يضحون بأطفالهم، وغيرهم يضحون بزوجاتهم، في تسبيح واتضاع مع بعضهم البعض، البعض ينامون مع الرجال، بعضهم تورط في الذبح، والبعض ارتكب خطايا عديدة وأعمال إثم، وكان الواقفون أمام المذبح يتوسلون باسمك، وفي كل أعمال عجزهم فقد وصلت ذبائحهم للكمال"، وبعد أن قالوا ذلك هدأت نفوسهم، لأنهم كانوا مضطربين.
يسوع يقدم تفسيراً لرؤيا الحواريين عن الهيكل:
قال لهم يسوع: «لماذا أنتم مضطربون؟ الحق أقول لكم: إن كل الكهنة الواقفين أمام المذبح يتوسلون باسمي، أقول لكم ثانية إن اسمى مكتوب على هذه لأجيال النجوم عبر أجيال البشر، وهم غرسوا أشجاراً بدون ثمر باسمي بطريقة مخزية»، وقال لهم يسوع: «هؤلاء الذين رأيتموهم يتسلمون النذور عند المذبح، هؤلاء هم أنتم، هذا هو الإله الذي تخدمونه، وأنتم هؤلاء الرجال الاثنا عشر الذين رأيتموهم، والجموع التي حضرت للتضحية هم الناس الذين تقودونهم أمام ذلك المذبح، سيقف ويستخدم اسمي بهذه الطريقة، وستبقى أجيال من الأتقياء أوفياء له، وبعده سيقف رجل آخر هناك من الزناة، وآخر سيقف هناك من الذين يذبحون الأطفال، وآخر من الذين ينامون مع الرجال، وواحد من الذين يمتنعون أو يصومون، وبقية الناس الذين يتدنسون والأثمة والمخطئون، وهؤلاء الذين يقولون نحن مثل الملائكة، إنهم هم النجوم التي تأتي بكل شيء إلى نهايته»، وقال لهم يسوع: «كفاكم التضحية التي لكم على المذبح، لأنهم فوق نجومكم وملائكتكم، وجاءوا حالاً لنهايتهم هناك، لذا دعوهم يقعوا في الشرك أمامكم، ودعوهم يمضوا [حوالي سطر مفقود] الخباز لا يمكن أن يغذي كل البشرية تحت السماء ولهم ولنا»، وقال لهم يسوع: «كفاكم عراكاً معي، كل واحد منكم له نجمه، وكل جسد [حوالي سطر مفقود] في الذي أتى إلى نبع للشجرة لهذا» الأيون«لوقت، ولكن الذي أتى إلى ماء جنة الله والـجيل الذي لن يزول، لأنه هو لن يفسد جريان حياة ذلك الجيل، ولكن لكل الأبدية».
يهوذا يسأل يسوع عن ذلك الجيل وأجيال البشر:
وقال له يهوذا: «يا معلم، أي ثمار يخرجها ذلك الجيل؟» قال يسوع: «أرواح جيل البشر سوف تموت، وعندما يتم هؤلاء الناس زمن الملكوت، ويغادرهم الروح ستفنى أجسادهم، ولكن ستظل حية، وسيتم رفعهم إلى السماء». قال يهوذا: «وماذا ستفعل باقي أجيال البشر؟» فقال يسوع: «من المستحيل أن تغرس البذور في الصخر ثم تجنى ثماراً، هذا هو أيضاً سبيل الجيل المدنس، والحكمة الفاسدة، أن اليد التي خلقت الناس ليفنوا، تصعد أرواحهم إلى الأعالي الخالدة، الحق أقول لكم إن قوة الملائكة ستقدر على أن ترى هؤلاء الذين من أجلهم [...] الأجيال المقدسة»، وبعد أن قال يسوع ذلك رحل.
يهوذا يصف رؤيا ويسوع يرد:
قال يهوذا: "يا سيد، كما استمعت إليهم جميعاً، استمع الآن إلي، لأنني رأيت رؤيا عظيمة"، وعندما سمع يسوع ذلك، ضحك وقال له: "أنت أيها الروح الثالثة عشرة، لماذا تحاول بكل هذا الجهد؟ تكلم إذن وسأحتمل أنا معك"، فقال له يهوذا: "في الرؤيا رأيت نفسي، وكأن الإثني عشر تلميذاً يرجمونني، ويضطهدونني بقسوة، وجئت أيضاً إلى المكان بعدك، رأيت بيتاً، ولم تقدر عيناي أن تدرك حجمه، وكان شعب كثير يحيط به، وكان لهذا البيت سقف من السعف، وفي منتصف البيت كانت هناك جموع [سطران مفقودان]، قائلاً: "يا سيد، خذني مع هذا الشعب".
أجاب يسوع وقال له: «يا يهوذا، لقد أضلك نجمك»، ثم واصل: «لا يوجد شخص ذو مولد فانٍ يستحق أن يدخل البيت الذي رأيته، لأن هذا المكان محفوظ فقط للمقدسين للقديسين، فلا الشمس ولا القمر يحكمان هناك، ولا النهار، ولكن المقدس يبقى يقف هناك دائماً في العوالم الأبدية مع الملائكة القديسين. انظر لقد شرحت لك أسرار الملكوت، وعلمتك خطأ النجوم، وأرسلتها إلى الأيونات الإثني عشر».
يهوذا يسأل عن مصيره:
وقال يهوذا: «يا سيد، أيمكن أن يكون نسلى تحت سيطرة الحكام؟» أجاب يسوع وقال له: «تعالَ، إنه أنا [سطران مفقودان] لكنك ستحزن كثيراً عندما ترى الملكوت وكل أجياله»، وعندما سمع ذلك قال له يهوذا: «ما الخير الذي تسلمته أنا لأنك أنت الذي أبعدتني عن ذلك الجيل؟» أجاب يسوع وقال: «ستكون أنت الثالث عشر، وستكون ملعوناً من الأجيال الأخرى، ولكنك ستأتي لتسود عليهم. وفي الأيام الأخيرة سيلعنون صعودك إلى الجيل المقدس»، وقال يسوع: «تعال: حتى أعلمك أسراراً لم يرها أحد قط، لأنه يوجد عالم عظيم ولا حد له، الذي لم ير وجوده جيل من الملائكة قط الذي فيه يوجد روح عظيم غير مرئي، الذي لم تره عين ملاك قط، ولم يدركه فكر قلب قط، ولم يدع بأي اسم قط، وظهرت سحابة منيرة هناك، فقال الروح: ليأت ملاك إلى الوجود في حضوري، وانبثق من السحابة ملاك عظيم، الروح الإلهي المنير المولود الذاتي، وبسببه، جاء إلى الوجود أربعة ملائكة أخرى من سحابة أخرى، وصاروا حاضرين للمولود الذاتي الملائكي، فقال المولود الذاتي: ليأت إلى الوجود، وجاء إلى الوجود، وخلق هو المنير الأول ليحكم عليه، وقال: ليأت ملائكة إلى الوجود لتخدمه، وجاء إلى الوجود ربوات لا تعد، وقال هو: ليأت أيون منير إلى الوجود، وجاء الأيون المنير إلى الوجود، وخلق المنير الثاني ليحكم عليه، ليقدم خدمة مع ربوات الملائكة غير المحصاة، وهكذا خلق بقية الأيونات المنيرة، وجعلهم يحكمون عليهم. وخلق لهم ربوات من الملائكة بلا عدد لتساعدهم».
آداماس والمنيرون:
وكان آداماس () في السحابة المنيرة الأولى، التي لم يرها ملاك قط بين كل أولئك الذين يدعون إله هو الذي صوره على صورة هذا الملاك، وعمل الجيل غير الفاسد لشيث () يظهر الاثنا عشر الأربعة وعشرون، وعمل اثنان وسبعون منيراً يظهرون في الجيل غير الفاسد بحسب إرادة الروح. والاثنان وسبعون منيراً أنفسهم عملوا ثلاثمائة وستون منيراً ظهروا في الجيل غير الفاسد، بحسب إرادة الروح، وأن عددهم يجب أن يكون خمسة لكل منهم، ويشكل الاثنا عشر أيوناً للاثنا عشر منيراً والدهم، مع ست سموات لكل أيون، لدرجة أنه يوجد اثنان وسبعون سماء لاثنين وسبعين منيراً، ولكل منها خمس طبقات من الجلد بإجمالي ثلاثمائة وستين جلداً، وهناك أعطيت سلطة وجمهورا عظيما من الملائكة بلا عدد للمجد والتوقير، وبعد ذلك أيضاً أرواح عذراء «أي طاهرة» لمجد وتوقير كل الأيونات والسموات وجلدها.
العالم والفوضى والعالم السفلى:
«وجموع هؤلاء الفانين تدعى العالم - هذا هو الهلاك الروحي - بواسطة الآب والاثنين والسبعين منيراً الذين مع المولود الذاتي وأيوناته الاثنين والسبعين. وفيه ظهر الإنسان الأول بقواته غير الفاسدة، والأيون الذي ظهر مع جيله، الأيون الذي فيه سحابة المعرفة والملاك، يدعى إيل () أيون بعد ذلك قال: ليأت اثنا عشر ملاكاً إلى الوجود ليحكموا على الفوضى والعالم السفلي» وانظر«من السحابة ظهر ملاك أضاء وجهه بالنيران، وتلوث ظهوره بالدماء، وكان اسمه هو» نبرو«Nebro الذي يعني المتمرد، ودعاه أحرون:» يالدابوث Yaldabaoth، وجاء ملاك آخر من السحابة هو سكالاس Skalas، وهكذا خلق نبرو ستة ملائكة- وأيضاً سكالاس، ليكونوا مساعدين، وهؤلاء أنتجوا اثنى عشر ملاكاً في السموات، وكل واحد منهم تسلم نصيباً في السموات.
الحكام والملائكة وخلق البشرية:
وتكلم الاثنا عشر حاكماً مع الإثني عشر ملاكاً: دع كل منكم ودعهم جيل [جزء مفقود] ملائكة الأول هو شيث، الذي يدعى المسيح، والثاني هو هارماثوث، والثالث هو جليلا، والرابع هو يوبيل، والخامس هو آدونايوس، وهؤلاء الخمسة هم الذين يحكمون على العالم الأسفل، وأول الكل على الفوضى، وبعدها قال سكالاس لملائكته: لنخلق كائناً بشرياً على شكل وعلى صورة، فشكلوا آدم وزوجته حواء، التي تدعى في السحاب زوي «أي الحياة» لأنه بهذا الاسم تبحث كل الأجيال عن الإنسان، وكل منهم يدعو المرأة بهذه الأسماء، والآن لم يأمر سكالاس، فيما عدا الأجيال هذا، وقال الحاكم لآدم: سوف تعيش طويلاً مع أطفالك.
يهوذا يسأل عن مصير آدم والإنسانية:
وقال يهوذا ليسوع: ما هو مدى الزمن الذي سيعيشه الكائن البشري؟ قال يسوع: "ولماذا تتساءل عن ذلك؟ لقد عاش آدم وجيله مدى الحياة في المكان الذي تسلم فيه مملكته التي طالت بطول وجود حاكمها، فقال يهوذا ليسوع: وهل تموت الروح الإنسانية؟ فقال يسوع: لهذا السبب أمر الله ميخائيل أن يعطى البشر أرواحاً كإعارة، ليقدموا خدمة، ولكن الواحد العظيم أمر جبرائيل أن يمنح أرواحاً للجيل العظيم دون حاكم عليها - هذا هو الروح والنفس. ولذا فبقية النفوس [سطر واحد مفقود].
يسوع يناقش دمار الأشرار مع يهوذا والآخرين:
دع الروح التي بداخلك تسكن في هذا الجسد بين أجيال الملائكة، ولكن الله سبب المعرفة لتعطى لآدم وأولئك الذين معه، حتى لا يحكم عليهم ملوك الفوضى والعالم السفلى، قال يهوذا ليسوع: "وما الذي ستفعله هذه الأجيال إذن؟ فقال يسوع: الحق أقول لك، ستحضر النجوم لهم كلهم الأمور إلى الكمال، عندما يكمل ساكلاس مدى الزمن المعين له سيظهر نجمهم الأول مع الأجيال، وسيتمون ما قالوا إنهم سيكّملونه، وبعدها سيزنون باسمي ويذبحون أبناءهم [حوالى ستة سطور ونصف مفقودة] وبعد ذلك ضحك يسوع. قال يهوذا: يا سيد، لماذا تضحك منا؟ أجاب يسوع وقال: أنا لا أضحك منكم ولكن على خطأ النجوم، لأن هذه النجوم الستة تهيم ومعها هؤلاء المحاربون الخمسة، وسيدمرون جميعاً مع مخلوقاتهم.
يسوع يتكلم عن الذين اعتمدوا وعن خيانة يهوذا:
قال يهوذا ليسوع: «انظر، ما الذي سيفعله الذين اعتمدوا باسمك؟ قال يسوع: الحق أقول لك هذه المعمودية باسمي [حوالى تسعة سطور مفقودة] لي. الحق أنا أقول لك يا يهوذا: هؤلاء الذين يقدمون تضحياتهم سكالاس الله [ثلاثة سطور مفقودة]، كل شيء شرير» ولكنك ستفوقهم جميعاًَ، لأنك ستضحي بالإنسان الذي يرتديني، ويرتفع قرنك حالاً، ويضرم عقابك الإلهي، ويظهر نجمك ساطعاً، وقلبك، الحق أخرك سيصبح [حوالى سطرين ونصف مفقودان] الحاكم، حيث إنه سيدمر، وسترتفع صورة الجيل العظيم لآدم، لأنه يوجد قبل السموات والأرض والملائكة، ذلك الجيل الذي من العوالم الروحية. انظر، لقد أُخبرت بكل شيء، ارفع عينيك وانظر إلى السحابة والنور بداخلها والنجوم المحيطة بها. النجم الذي يقود الطريق هو نجمك، ورفع يهوذا عينيه ورأى السحابة المنيرة ودخل فيها، وهؤلاء الواقفون على الأرض سمعوا صوتاً آتياً من السحابة، قائلاً: جيل عظيم [أسطر مفقودة].
النهاية وتسليم المسيح:
"كان رؤساء كهنتهم يتمتمون، لأنه دخل حجرة الضيوف للصلاة، لكن بعض الكتبة كانوا يراقبون بحذر كي يقبضوا عليه أثناء الصلاة، لأنهم كانوا خائفين من الشعب، لأن الكل كان ينظر إليه كنبي واقتربوا من يهوذا وقالوا له: ماذا تفعل هنا؟ أنت تلميذ يسوع، فأجابهم يهوذا كما أرادوا منه واستلم بعض المال وأسلمه لهم.
ترجمة القمص عبد المسيح بسيط